# Pernell Whitaker
Pernell Whitaker (Norfolk (Virgínia), 2 de janeiro de 1964 — Virginia Beach, 14 de julho de 2019) foi um pugilista estadunidense.
De estilo defensivo e grande movimentação de cintura, ele foi muitas vezes descrito como o maior lutador defensivo da história do boxe.
Whitaker foi medalhista de ouro nos Jogos Pan-Americanos de 1983 e nos Jogos Olímpicos de Los Angeles 1984, além de medalhista de prata no Campeonato Mundial de Boxe Amador de 1982, ambos na categoria dos pesos leve.
Em 18 de fevereiro de 1989 venceu Greg Haugen arrebatando-lhe o título de peso leve da FIB. Unificou três cinturões da categoria quando venceu, no mesmo ano a José Luis Ramírez pelo CMB e Juan Nazario pela AMB.
Subiu de categoria, tornando-se campeão do meio-médio em 1992 pela FIB, de 1993 a 1997 pelo CMB e em 1995 pela AMB.
Em 5 de março de 1998, antes da luta contra Ike Quartey, foi suspenso por seis meses por não obter êxito em teste antidopagem.
Retirou-se em 2001 aos 37 anos de idade. 

## Honrarias e homenagens
- Em 2002, a revista "The Ring" ranqueou Whitaker na 10ª posição da lista dos Maiores Pugilista dos Últimos 80 Anos.
- Em 2007 passou a integrar o Hall da Fama do Boxe.

## Morte
Morreu em 14 de julho de 2019 vítima de atropelamento na cidade de Virginia Beach.

## Cartel no boxe profissional
| 40 vitórias (17 nocautes), 4 derrotas (1 nocaute), 1 empate, 1 No Contest                                   |           |            |                                         |      |               |              |                                                                                  |                                                                                       |
| • KO = Nocaute • TKO = KO Técnico • UD = decisão unânime • SD = decisão dividida • MD = decisão majoritária |           |            |                                         |      |               |              |                                                                                  |                                                                                       |
| # | Resultado | Recorde    | Adversário                              | Tipo | Round, temps  | Data         | Local                                                                            | Info                                                                                  |
| 46 | Derrota   | 40–4–1 (1) | Carlos Bojorquez                        | TKO  | 4 (10), 0:27  | Apr 27, 2001 | Caesars Tahoe, Stateline, Nevada, U.S.                                           |                                                                                       |
| 45 | Derrota   | 40–3–1 (1) | Félix Trinidad                          | UD   | 12            | Feb 20, 1999 | Madison Square Garden, New York City, New York, U.S.                             | For IBF welterweight title                                                            |
| 44 | NC        | 40–2–1 (1) | Andrey Pestryayev                       | UD   | 12            | Oct 17, 1997 | Foxwoods Resort Casino, Ledyard, Connecticut, U.S.                               | Originally a UD Vitória for Whitaker, later ruled an NC after he failed a drug test   |
| 43 | Derrota   | 40–2–1     | Oscar De La Hoya                        | UD   | 12            | Apr 12, 1997 | Thomas & Mack Center, Paradise, Nevada, U.S.                                     | Lost WBC and lineal welterweight titles                                               |
| 42 | Vitória   | 40–1–1     | Diosbelys Hurtado                       | TKO  | 11 (12), 1:52 | Jan 24, 1997 | Convention Hall, Atlantic City, New Jersey, U.S.                                 | Retained WBC and lineal welterweight titles                                           |
| 41 | Vitória   | 39–1–1     | Wilfredo Rivera                         | UD   | 12            | Sep 20, 1996 | James L. Knight Center, Miami, Florida, U.S.                                     | Retained WBC and lineal welterweight titles                                           |
| 40 | Vitória   | 38–1–1     | Wilfredo Rivera                         | SD   | 12            | Apr 12, 1996 | Atlantis World Casino, Sint Maarten, Netherlands Antilles                        | Retained WBC and lineal welterweight titles                                           |
| 39 | Vitória   | 37–1–1     | Jake Rodríguez                          | KO   | 6 (12), 2:54  | Nov 18, 1995 | Convention Hall, Atlantic City, New Jersey, U.S.                                 | Retained WBC and lineal welterweight titles                                           |
| 38 | Vitória   | 36–1–1     | Gary Jacobs                             | UD   | 12            | Aug 26, 1995 | Convention Hall, Atlantic City, New Jersey, U.S.                                 | Retained WBC and lineal welterweight titles                                           |
| 37 | Vitória   | 35–1–1     | Julio César Vásquez                     | UD   | 12            | Mar 4, 1995  | Convention Hall, Atlantic City, New Jersey, U.S.                                 | Won WBA super welterweight title                                                      |
| 36 | Vitória   | 34–1–1     | James McGirt                            | UD   | 12            | Oct 1, 1994  | Scope, Norfolk, Virginia, U.S.                                                   | Retained WBC and lineal welterweight titles                                           |
| 35 | Vitória   | 33–1–1     | Santos Cardona                          | UD   | 12            | Apr 9, 1994  | Scope, Norfolk, Virginia, U.S.                                                   | Retained WBC and lineal welterweight titles                                           |
| 34 | Empate    | 32–1–1     | Julio César Chávez                      | MD   | 12            | Sep 10, 1993 | Alamodome, San Antonio, Texas, U.S.                                              | Retained WBC and lineal welterweight titles                                           |
| 33 | Vitória   | 32–1       | James McGirt                            | UD   | 12            | Mar 6, 1993  | Madison Square Garden, New York City, New York, U.S.                             | Won WBC and lineal welterweight titles                                                |
| 32 | Vitória   | 31–1       | Ben Baez                                | KO   | 1 (10), 0:37  | Dec 1, 1992  | Convention Center, Virginia Beach, Virginia, U.S.                                |                                                                                       |
| 31 | Vitória   | 30–1       | Rafael Pineda                           | UD   | 12            | Jul 18, 1992 | The Mirage, Paradise, Nevada, U.S.                                               | Won IBF junior welterweight title                                                     |
| 30 | Vitória   | 29–1       | Jerry Smith                             | KO   | 1 (10)        | May 22, 1992 | El Toreo de Cuatro Caminos, Cidade do México, Mexico                             |                                                                                       |
| 29 | Vitória   | 28–1       | Harold Brazier                          | UD   | 10            | Jan 18, 1992 | Pennsylvania Hall, Philadelphia, Pennsylvania, U.S.                              |                                                                                       |
| 28 | Vitória   | 27–1       | Jorge Páez                              | UD   | 12            | Oct 5, 1991  | Convention Center, Reno, Nevada, U.S.                                            | Retained WBA, WBC, IBF, and lineal lightweight titles                                 |
| 27 | Vitória   | 26–1       | Predefinição:Country data SPA Poli Díaz | UD   | 12            | Jul 27, 1991 | Scope, Norfolk, Virginia, U.S.                                                   | Retained WBA, WBC, IBF, and lineal lightweight titles                                 |
| 26 | Vitória   | 25–1       | Anthony Jones                           | UD   | 12            | Feb 23, 1991 | Caesars Palace, Paradise, Nevada, U.S.                                           | Retained WBA, WBC, IBF, and lineal lightweight titles                                 |
| 25 | Vitória   | 24–1       | Benjie Marquez                          | UD   | 10            | Nov 22, 1990 | Predefinição:Country data SPA Palacio de Deportes de la Comunidad, Madrid, Spain |                                                                                       |
| 24 | Vitória   | 23–1       | Juan Nazario                            | KO   | 1 (12), 2:59  | Aug 11, 1990 | Caesars Tahoe, Stateline, Nevada, U.S.                                           | Retained WBC and IBF lightweight titles; Won WBA and vacant lineal lightweight titles |
| 23 | Vitória   | 22–1       | Azumah Nelson                           | UD   | 12            | May 19, 1990 | Caesars Palace, Paradise, Nevada, U.S.                                           | Retained WBC and IBF lightweight titles                                               |
| 22 | Vitória   | 21–1       | Freddie Pendleton                       | UD   | 12            | Feb 3, 1990  | Convention Hall, Atlantic City, New Jersey, U.S.                                 | Retained WBC and IBF lightweight titles                                               |
| 21 | Vitória   | 20–1       | Martin Galvan                           | TKO  | 3             | Dec 11, 1989 | Les Pyramides, Le Port-Marly, France                                             |                                                                                       |
| 20 | Vitória   | 19–1       | José Luis Ramírez                       | UD   | 12            | Aug 20, 1989 | Scope, Norfolk, Virginia, U.S.                                                   | Retained IBF lightweight title; Won vacant WBC and The Ring lightweight titles        |
| 19 | Vitória   | 18–1       | Louie Lomeli                            | TKO  | 3 (12), 2:37  | Apr 30, 1989 | Scope, Norfolk, Virginia, U.S.                                                   | Retained IBF lightweight title                                                        |
| 18 | Vitória   | 17–1       | Greg Haugen                             | UD   | 12            | Feb 18, 1989 | Coliseum, Hampton, Virginia, U.S.                                                | Won IBF lightweight title                                                             |
| 17 | Vitória   | 16–1       | Antonio Carter                          | TKO  | 4 (10), 2:37  | Nov 2, 1988  | Convention Center, Virginia Beach, Virginia, U.S.                                |                                                                                       |
| 16 | Derrota   | 15–1       | Jose Luis Ramirez                       | SD   | 12            | Mar 12, 1988 | Stade de Levallois, Levallois-Perret, France                                     | For WBC lightweight title                                                             |
| 15 | Vitória   | 15–0       | Davey Montana                           | TKO  | 4 (10), 2:14  | Dec 19, 1987 | Paris, France                                                                    |                                                                                       |
| 14 | Vitória   | 14–0       | Miguel Santana                          | TKO  | 6 (12), 1:02  | Jul 25, 1987 | Scope, Norfolk, Virginia, U.S.                                                   | Retained NABF lightweight title; Won vacant USBA lightweight title                    |
| 13 | Vitória   | 13–0       | Jim Flores                              | TKO  | 1 (10)        | Jun 28, 1987 | Las Americas Arena, Houston, Texas, U.S.                                         |                                                                                       |
| 12 | Vitória   | 12–0       | Roger Mayweather                        | UD   | 12            | Mar 28, 1987 | Scope, Norfolk, Virginia, U.S.                                                   | Won vacant NABF lightweight title                                                     |
| 11 | Vitória   | 11–0       | Alfredo Layne                           | UD   | 10            | Dec 20, 1986 | Scope, Norfolk, Virginia, U.S.                                                   |                                                                                       |
| 10 | Vitória   | 10–0       | Rafael Gandarilla                       | UD   | 10            | Oct 9, 1986  | Felt Forum, New York City, New York, U.S.                                        |                                                                                       |
| 9 | Vitória   | 9–0        | Rafael Williams                         | UD   | 10            | Aug 16, 1986 | Sands, Atlantic City, New Jersey, U.S.                                           |                                                                                       |
| 8 | Vitória   | 8–0        | John Montes                             | UD   | 10            | Mar 9, 1986  | Coliseum, Hampton, Virginia, U.S.                                                |                                                                                       |
| 7 | Vitória   | 7–0        | Jesus De la Cruz                        | TKO  | 1 (8), 2:22   | Nov 12, 1985 | Country Connection, Pasadena, Texas, U.S.                                        |                                                                                       |
| 6 | Vitória   | 6–0        | Teddy Hatfield                          | KO   | 3 (8), 2:42   | Aug 29, 1985 | Omni Coliseum, Atlanta, Georgia, U.S.                                            |                                                                                       |
| 5 | Vitória   | 5–0        | John Senegal                            | TKO  | 2 (8), 1:29   | Jul 20, 1985 | Scope, Norfolk, Virginia, U.S.                                                   |                                                                                       |
| 4 | Vitória   | 4–0        | Nick Parker                             | UD   | 6             | Apr 20, 1985 | Memorial Coliseum, Corpus Christi, Texas, U.S.                                   |                                                                                       |
| 3 | Vitória   | 3–0        | Mike Golden                             | TKO  | 4 (6), 2:54   | Mar 13, 1985 | Scope, Norfolk, Virginia, U.S.                                                   |                                                                                       |
| 2 | Vitória   | 2–0        | Danny Avery                             | TKO  | 4 (6)         | Jan 20, 1985 | Broadway by the Bay Theater, Atlantic City, New Jersey, U.S.                     |                                                                                       |
| 1 | Vitória   | 1–0        | Farrain Comeaux                         | TKO  | 2 (6), 2:50   | Nov 15, 1984 | Madison Square Garden, New York City, New York, U.S.                             | Professional debut                                                                    |